# Аморфа седоватая
Аморфа седоватая (лат. Amorpha canescens) — листопадный полукустарник, вид рода Аморфа (Amorpha) семейства Бобовые (Fabaceae).

## Распространение и экология
Ареал вида охватывает Северную Америку — от Мичигана и Манитобы до Нью-Мексико и Техаса.
Иногда разводят в Западной Европе и Северной Америке. 

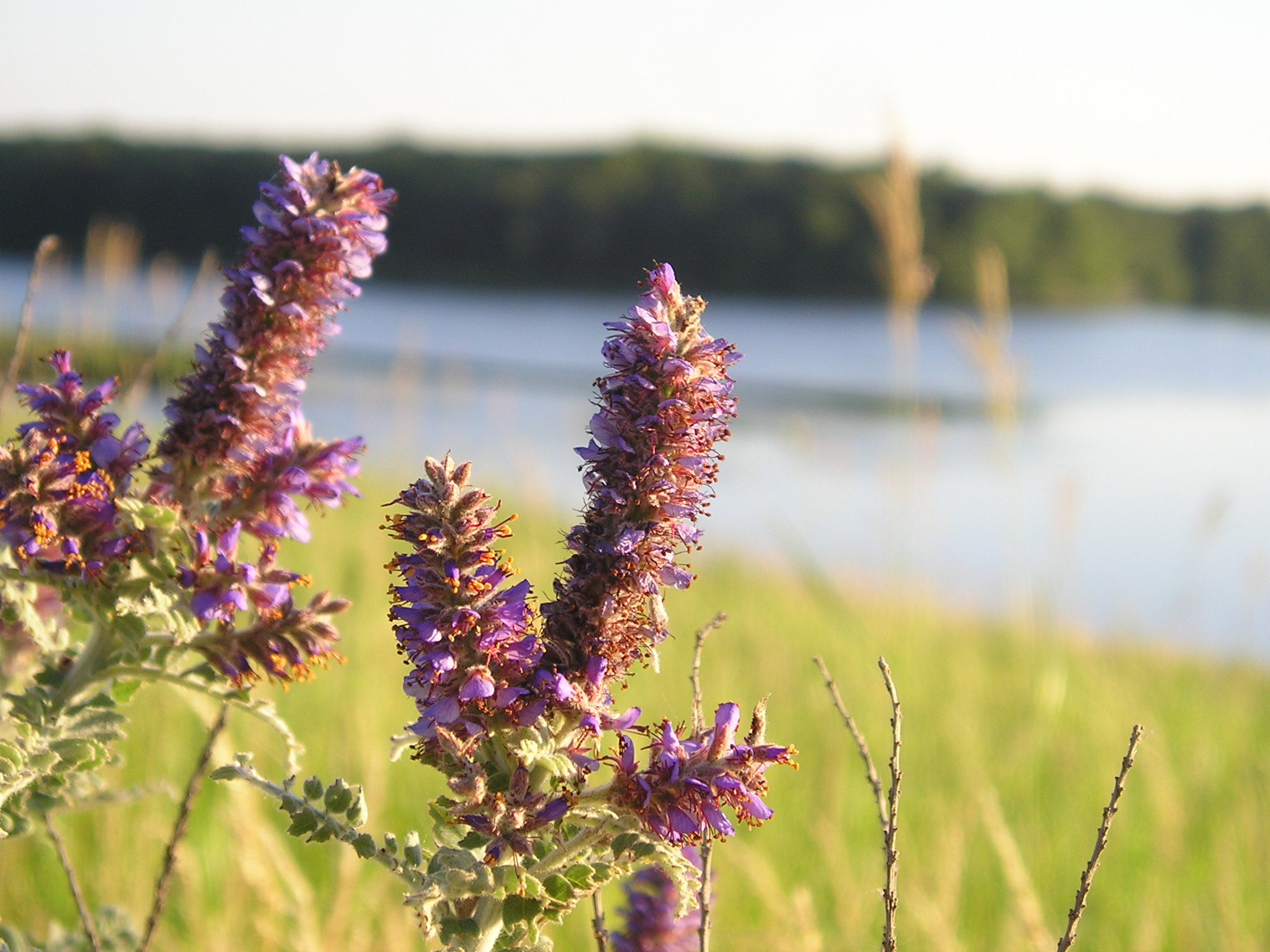
Соцветие.

## Биологическое описание
Полукустарник высотой до 1 м. Побеги бороздчатые, как и остальные части растения, густо покрытые беловато-сероватыми волосками.
Листья длиной 5—12 см, с 15—51 листочками. Листочки от эллиптических до продолговато-яйцевидных, длиной 0,7—2 см, шириной 0,4—0,8 см, на верхушке коротко заострённые или тупые, с очень коротким шипиком или без него, при основании закруглённые, с обеих сторон густо покрытые сероватыми волосками, почти сидячие.
Цветки фиолетово-синие, в узких, колосовидных кистях длиной 3—15 см, собранных в метёлки. Чашечка покрыта ворсинками и железистыми точками, с почти одинаковыми шиловидными зубцами, равными длине трубки или несколько короче её; парус обратно клиновидно-яйцевидный, длиной 5—6 мм.
Бобы длиной около 4 мм, с прямой спинкой, с ворсинками и редкими железками.
Цветёт в июне — июле. Плодоносит в сентябре — октябре.

## Таксономия
Вид Аморфа седоватая входит в род Аморфа (Amorpha) трибы Amorpheae подсемейства Мотыльковые (Faboideae) семейства Бобовые (Fabaceae) порядка Бобовоцветные (Fabales).
|  |                                      |  |                                                             |                                                             |                   |  | ещё 4 семейства (согласно Системе APG II) | ещё 4 семейства (согласно Системе APG II)    |                                              |  |  |  | ещё около 470 родов | ещё около 470 родов  |  |  |
|  |                                      |  |                                                             |                                                             |                   |  | ещё 4 семейства (согласно Системе APG II) | ещё 4 семейства (согласно Системе APG II)    |                                              |  |  |  | ещё около 470 родов | ещё около 470 родов  |  |  |
|  |                                      |  |                                                             | порядок Бобовоцветные                                       |                   |  |                                           |                                              | подсемейство Мотыльковые                     |  |  |  |                     | вид Аморфа седоватая |  |  |
|  |                                      |  |                                                             | порядок Бобовоцветные                                       |                   |  |                                           |                                              | подсемейство Мотыльковые                     |  |  |  |                     | вид Аморфа седоватая |  |  |
|  | отдел Цветковые, или Покрытосеменные |  |                                                             |                                                             | семейство Бобовые |  |                                           |                                              | род Аморфа                                   |  |  |  |                     |                      |  |  |
|  | отдел Цветковые, или Покрытосеменные |  |                                                             |                                                             |                   |  |                                           |                                              |                                              |  |  |  |                     |                      |  |  |
|  |                                      |  | ещё 44 порядка цветковых растений (согласно Системе APG II) | ещё 44 порядка цветковых растений (согласно Системе APG II) |                   |  |                                           | ещё 2 подсемейства (согласно Системе APG II) | ещё 2 подсемейства (согласно Системе APG II) |  |  |  | ещё около 15 видов  |                      |  |  |
|  |                                      |  |                                                             | ещё 44 порядка цветковых растений (согласно Системе APG II) |                   |  |                                           |                                              | ещё 2 подсемейства (согласно Системе APG II) |  |  |  |                     |                      |  |  |